# Мак-Кі
Мак-Кі (McKee) – нафтогазове родовище на Північному острові Нової Зеландії, що належить до басейну Таранакі.
Комерційні запаси вуглеводнів родовища залягають на глибині 2 – 2,4 кілометра та пов’язані із пісковиками еоценової формації Мак-Кі. Окрім нафтового покладу родовище має газову шапку.
Відкриття Мак-Кі припало на 1980-й, далі витратили кілька років на дорозвідку, а в 1984-му ввели родовище в розробку. У підсумку було спороджено не менше сорока свердловин, розподілених між тринадцятьма буровими майданчиками. Продукція родовища надходить на установку підготовки Мак-Кі (надалі стала також обслуговувати сусіднє родовище Мангахева).
Піку видобутку з показником 12 тисяч барелів на добу досягнули в 1989-му, після чого почалось швидке падіння і в 1992-му цей показник становив вже лише 6 тисяч барелів. При цьому зростав приплива газу, який для підтримки пластового тиску почали закачувати назад.
Станом на 2008 рік Мак-Кі було майже повністю випрацьоване – при початкових видобувних запасах, оцінених у 48 млн барелів нафти, видобули понад 46 млн барелів, тоді як для газу ці показники становили 5,2 млрд м3 та 3,8 млрд м3 відповідно.
Станом на першу половину 2020-х на Мак-Кі все ще вели видобуток, який у 2022-му склав еквівалент 1,94 петаджоуля (52 млн м3 газу стандартної теплотворної здатності).
Первісно родовищем опікувалась державна корпорація Petroleum Corporation of New Zealand (Petrocorp), яка після приватизації у 1988-му перетворилась на Fletcher Challenge Energy. Останню у 2001-му придбав нафтогазовий гігант Shell, що для досягнення відповідності вимогам законодавства продав частину активів, і серед них Мак-Кі, новозеландській компанії Todd.